# Idrottens skiljedomstol
Idrottens skiljedomstol, (franska: Tribunal arbitral du sport, TAS; engelska: Court of Arbitration for Sport, CAS), avgör tvister inom idrotten. Det kan till exempel vara medaljfördelning och avstängningar då det påstås att medaljörer i idrottstävlingar varit dopade, eller om två sportklubbar vill ha samma utövare men inte kan enas. CAS undviker tvister om regler och regeltolkningar specifika för en viss sport, såsom om det var mål eller inte vid ett visst tillfälle, men kan ta sådant i vissa fall. CAS grundades 1984 av den internationella olympiska kommittén IOK.
CAS håller till i Lausanne, Schweiz, och har ytterligare domstolar i New York, USA och Sydney, Australien. De är numera oberoende av IOK, och hör inte till någon annan organisation. Detta efter en process i schweizisk domstol om CAS legitimitet.